# Yasmim Soares
Yasmim Luiza de Lima Soares (5 de maio de 1999) é uma jogadora de rugby sevens brasileira.

## Biografia
Yasmim começou sua carreira esportiva no atletismo, tendo se destacado na prova de 100 m com barreiras. Em 2016, foi uma das escolhidas para representar o Vasco da Gama na Seletiva Nacional Gynmasiade, mas logo se mudou para o rugby sevens. Yasmim joga atualmente pelo El-Shaddai. Ela foi convocada para a Seleção Brasileira nos Jogos Olímpicos de Verão de 2024 em Paris.